# Феліпе Муньйос
Феліпе Муньйос (3 лютого 1951) — мексиканський плавець.
Олімпійський чемпіон 1968 року, учасник 1972 року.
Призер Панамериканських ігор 1971 року.
Призер літньої Універсіади 1973 року.